# Серебристый кролик
Серебристый — порода крупных, но компактных, плотно сбитых кроликов серебристого окраса.

## История
Порода серебристых кроликов выведена в 1946—1952 годах в зверосовхозах «Петровский» (Полтавская область, УССР) и «Пушной» (Тульская область, РСФСР) путём чистопородного разведения животных породы шампань, завезённых из Германии в 1927—1928 годах.
Племенная работа при выведении новой породы была направлена на повышение живой массы кроликов, их скороспелости, плодовитости и мясной продуктивности, лучшую выраженность мясных форм тела и приспособленность к климатическим и кормовым условиям центральных и западных регионов СССР.
В результате целенаправленного отбора и подбора удалось сформировать достаточно большое поголовье кроликов, которое бы выгодно отличалось по мясной продуктивности и качеству волосяного покрова от завезённых в страну кроликов породы шампань. Это поголовье и явилось основой породы серебристый.
В 1952 году порода кроликов Серебристый утверждена для дальнейшего использования.
Молодняк производят зверосовхозы «Пушной» (Тульская область, Россия), «Петровский» (Полтавская область, Украина), «Бирюлинский» (Татарская АССР).

## Описание
По конституции кролики крупные, крепкого и правильного телосложения. Голова средней величины; уши прямые, сравнительно короткие. Туловище компактное, плотно сбитое, длиной до 57 см. Грудь глубокая и широкая, часто с небольшим подгрудком, обхват груди за лопатками — 36 см, индекс сбитости — 56 до 64 %. Спина прямая, хорошо омускуленная. Круп широкий, округлый. Конечности крепкие, пропорционально развитые, правильно поставленные.
Кролики породы серебристый крупные, растут интенсивно, отличаются высокой мясной скороспелостью: крольчата при рождении весят 75 г, в возрасте 1 месяц — 1,0 кг, 2 месяца — 2,0 кг, 3 месяца — 3,0 кг, 4 месяца — до 4,0 кг (при затрате на 1 кг прироста живой массы 2,5—3,5 кг кормовых единиц), в полновозрастном состоянии весят в среднем 4,5 кг, рекордсмены — 5,8—6,6 кг при кормлении высокопитательными гранулированными комбикормами.
Крольчихи обладают высокой молочной продуктивностью и хорошо выкармливают крольчат. Отличаются они и своей плодовитостью: в помёте приносят обычно 9 крольчат, часто больше.Часто у взрослых самок при малом количестве крольчат наблюдается мастит сосков.
При полноценном кормлении кролики хорошо переносят холод, но совсем не переносят жару. Разведение в крольчатнике не имеет успеха, снижается воспроизводительная способность, в частности оплодотворяемость крольчих.

### Шкурка
Передний участок головы, уши, верхняя часть хвоста и конечности окрашены темнее, чем тело животного (тон окраса кроликов может варьировать от светло- до тёмно-серебристого). Серебристость окраса (цвет старого серебра) равномерна по всему телу и обусловлена неоднородностью по цвету волос разных категорий: направляющие волосы чёрные по всей длине кроме светлого основания; аналогично окрашены и остевые волосы: одна их часть чёрного цвета, другая — чисто-белого; пуховые волосы голубые с осветлением у основания.
Тон окраса зависит от соотношения в волосяном покрове чёрных (направляющих, остевых) и чёрно-белых (остевых) волос. Серебристость крольчат проявляется к возрасту 1 месяц (рождаются чёрными) и полностью формируется окрас в возрасте 4 месяца.

## Использование
Шкурки крупные оригинальной расцветки, при изготовлении меховых изделий их используют в натуральном виде, также шкурки ценятся и за опушённость. По качеству и густоте волосяного покрова они уступают лишь шкуркам кроликов пород чёрно-бурый кролик и советская шиншилла.
Хорошая мясная продуктивность, убойный выход в 3—4-месячном возрасте — 57—61 %. Тушка имеет приятный товарный вид, хорошо омускулена; жир, особенно межмускульный, распределён равномерно. Мясо кролика сочное и имеет высокие вкусовые качества.